# Плетенинское
Плетенинское — деревня в Лотошинском районе Московской области России.
Относится к сельскому поселению Микулинское, до реформы 2006 года относилась к Микулинскому сельскому округу. По данным Всероссийской переписи 2010 года численность постоянного населения составила 17 человек (8 мужчин, 9 женщин).

## География
Расположена в северной части сельского поселения, у границы Московской и Тверской областей, примерно в 24 км к северо-северо-западу от районного центра — посёлка городского типа Лотошино, на левом берегу реки Шоши, впадающей в Иваньковское водохранилище. Соседние населённые пункты — деревни Микулино и Владимировка.

## Исторические сведения
По сведениям 1859 года — деревня Микулинского прихода, Микулинской волости Старицкого уезда Тверской губернии в 40 верстах от уездного города, на возвышенности, при реке Шоше, с 5 дворами, прудом, 3 колодцами и 68 жителями (34 мужчины, 34 женщины).
В «Списке населённых мест» 1862 года Плетенинское (Владимировка) — владельческое сельцо 2-го стана Старицкого уезда по Волоколамскому тракту в город Тверь, при реке Шоше, с 13 дворами и 107 жителями (54 мужчины, 53 женщины).
В 1886 году — 14 дворов и 111 жителей (54 мужчины, 57 женщин). В 1915 году насчитывалось 18 дворов.
С 1929 года — населённый пункт в составе Лотошинского района Московской области.

## Население
| 1859 | 1886 | 2002 | 2006 | 2010 |
| ---- | ---- | ---- | ---- | ---- |
| 107  | ↗111 | ↘17  | ↗18  | ↘17  |